# Girobicúpula quadrada alongada
Em geometria, a girobicúpula quadrada alongada ou pseudorombicuboctaedro é um dos sólidos de Johnson (J37). Não é considerado um sólido de Arquimedes, mesmo suas faces consistindo de polígonos regulares que se encontram no mesmo padrão dos outros vértices, pois diferentemente dos 13 sólidos de Arquimedes, ele não tem um conjunto de simetrias globais que levem cada vértice a qualquer outro vértice (embora Grünbaum tenha sugerido que ele deveria ser adicionado à lista tradicional de sólidos de Arquimedes como um 14º exemplo).
Este formato pode ter sido descoberto por Johannes Kepler em sua enumeração dos sólidos de Arquimedes, mas sua primeira aparição em desenho parece ter acontecido no trabalho de Duncan Sommerville em 1905. Foi descoberto independentemente por J,C,P, miller em 1930 (por erro enquanto tentava construir um modelo de rombicuboctaedro) e de novo por V.G. Ashkinuse em 1957.